# 阿武隈峡

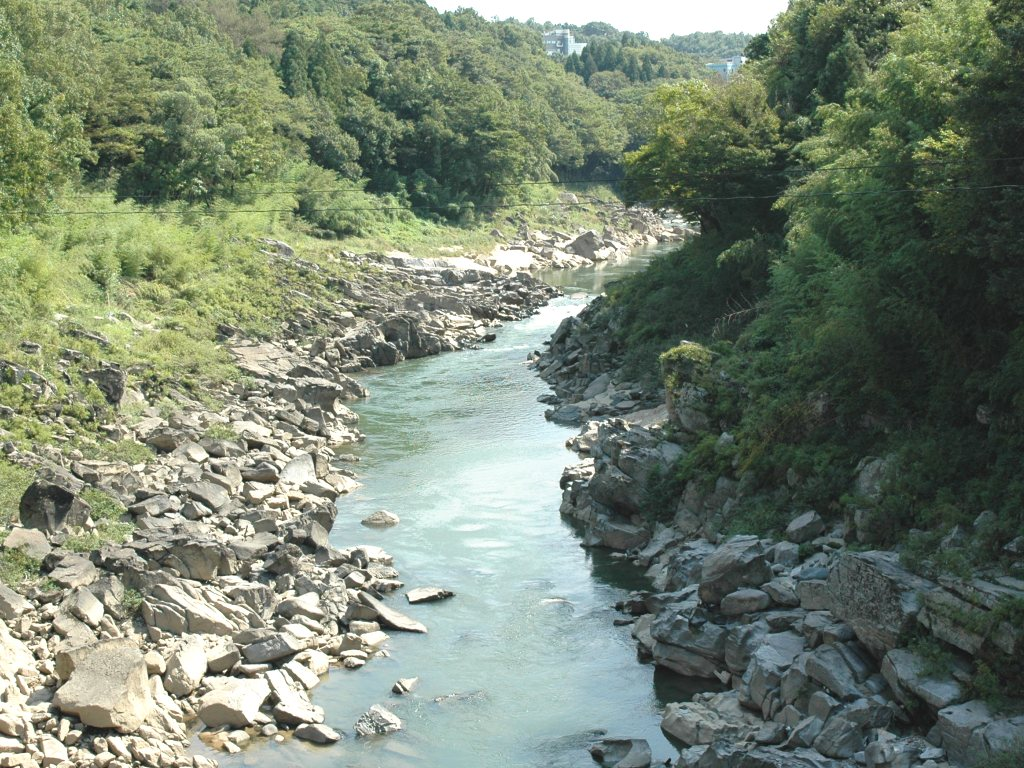
阿武隈峡（福島市飯野地区）

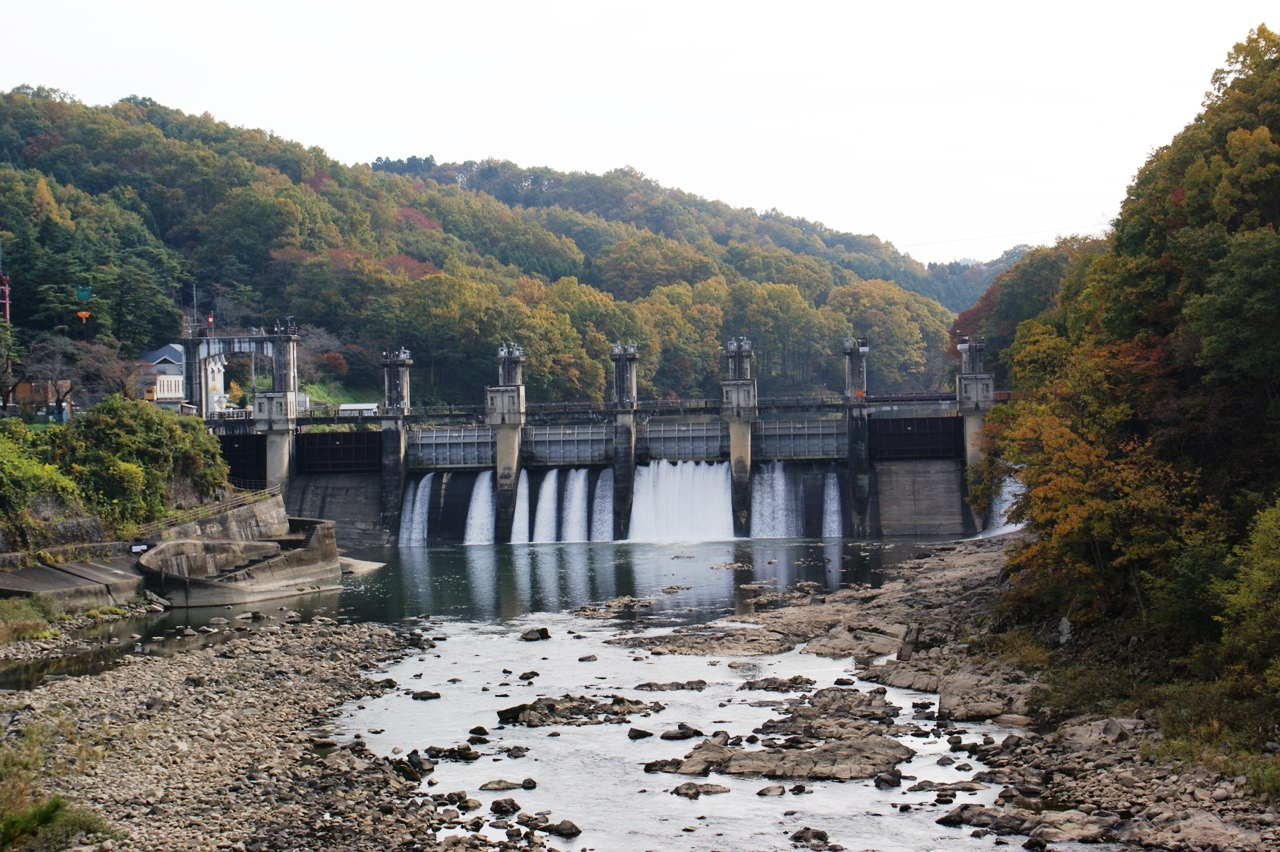
蓬萊ダム（福島市・阿武隈峡）

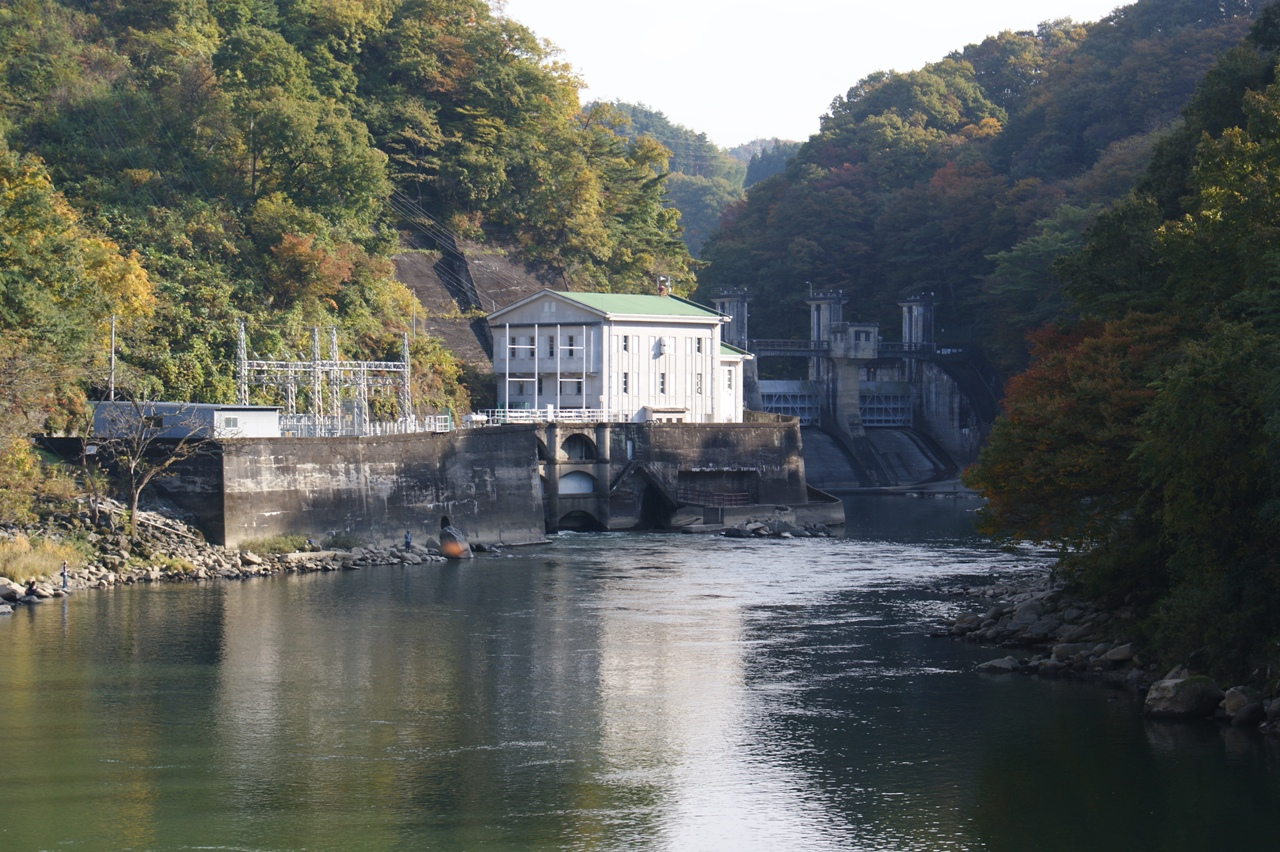
信夫発電所（福島市・阿武隈峡）

阿武隈峡（あぶくまきょう）とは福島県中通り地方にある峡谷。

## 概要
福島県中通り地方に連なる福島盆地と郡山盆地の間を流れ阿武隈川により形成される阿武隈高地と奥羽山脈の間の蛇行・狭窄部の峡谷。阿武隈川の浸食により形成された絶壁の峡谷や奇岩、怪岩などが連なる。蓬萊ダム（飯野ダム）より信夫ダムまでの下流側の峡谷部は蓬莱発電所、信夫発電所の発電用に取水されるため河川流量は少ない。

## 地質
地質学的には阿武隈川を堺に東の阿武隈高地側は主に花崗岩で構成され、西の奥羽山脈側は安達太良火山の噴出物が成因の安山岩で構成されている。

## 名勝・史跡など
- 阿武隈峡遊歩道
- 蓬莱岩
- 蛇骨岩
- 胎内くぐり
- 地獄釜
- 鮎滝
- 鮎滝渡船場跡
- 蓬萊ダム（日本の近代土木遺産、現存する重要な土木構造物2000選）
- 上蓬萊橋
  - たもとには遊歩道の起点と駐車場が整備されている。